# Длинные деньги
Длинные деньги — выражение, используемое в экономике и финансах для характеристики долгосрочных (более года) заимствований (инвестиций) или кредитов, предоставляемых на длительный срок.
C помощью длинных денег осуществляются финансирование долгосрочных программ развития и осуществляются долгосрочные накопления денежных средств. Длинные деньги являются показателем стабильного развития экономики.